# Zemská silnice B5
Zemská silnice Waidhofener Straße B5 – je silnice v Dolním Rakousku. Začíná výjezdem ze silnice Waldviertler Straße B2 na křižovatce zvané Allwangspitz, asi 2 km severozápadně od městyse Göpfritz an der Wild v okrese Zwettl. Silnice vede přes města Waidhofen an der Thaya a Heidenreichstein ke hraničnímu přechodu Grametten / Nová Bystřice do České republiky. Silnice má jméno podle okresního města, kolem kterého prochází. Její délka je zhruba 42 km.

## Popis
| km   | Místo                       | Popis                                                                                | m n. m. |
| ---- | --------------------------- | ------------------------------------------------------------------------------------ | ------- |
| 0    | Allwangspitz                | výjezd z Waldviertler Straße B2                                                      | 595     |
| 9,3  | Waidhofen an der Thaya      | vlevo odbočka do města                                                               | 503     |
| 10,2 |                             | křižovatka se silnicí L59                                                            | 487     |
| 10,8 | Waidhofen an der Thaya      | most přes řeku Deutsche Thaya                                                        | 470     |
| 11,7 |                             | podjezd pod žel. tratí Thayatalbahn                                                  | 495     |
| 12,2 | Waidhofen an der Thaya      | křižovatka se silnicí Zwettler Straße B36                                            | 503     |
| 19,4 | Pfaffenschlag bei Waidhofen | průjezd obcí                                                                         | 560     |
| 25,7 | Heidenreichstein            | průjezd městem, křižovatka s Thayatal Straße B30                                     | 556     |
| 31,8 | Eisgarn                     | průjezd městysem                                                                     | 565     |
| 41,5 | Grametten                   | hraniční přechod Grametten / Nová Bystřice, konec silnice B5, v Česku dále na II/128 | 633     |

Poznámka : v tabulce uvedené kilometry a nadmořské výšky jsou přibližné.